# 塩顕治
塩 顕治（しお けんじ、1993年10月13日 - ）は、日本の俳優。子役として幼い頃からテレビドラマなどに出演している。

## 出演

### テレビドラマ
- ダムド・ファイル（2003年、名古屋テレビ）
- つぐない（2003年、CX金曜エンタテインメント）
- 虹のかなた（2004年8月 - 10月、毎日放送） - 中野健一（幼少期） 役
- 四分の一の絆（2004年、TBS）
- ラストクリスマス（2004年10月 - 12月、フジテレビ）
- 大河ドラマ「義経」（2005年1月 - 12月、NHK） - 平清宗（幼少期） 役
- トップキャスター 第2話（2006年4月24日、フジテレビ）
- 「がきんちょ〜リターン・キッズ〜（2006年7月 - 9月、毎日放送） - 西園寺ヒカル（幼少期） 役
- 絢音（2012年8月25日、中京テレビ） - 井清大吾（青春期） 役
- オトンヘノベル「逆炎上」篇（2016年、NHK Eテレ）
- 仮面ライダーエグゼイド 第7話（2016年11月20日、テレビ朝日） - 藍原淳吾 役
- パレートの誤算 〜ケースワーカー殺人事件〜 全5話（2020年3月7日〜4月4日）、WOWOW　- 牧野亮輔 役
- タリオ 復讐代行の2人 第3話（2020年10月23日、NHK総合・BS4K） - バーテンダー 役
- 教場Ⅱ（2021年1月3日・4日）、フジテレビ　- 日向賢二 役
- パンドラの果実〜科学犯罪捜査ファイル〜 Season1（2022年4月23日 - 、日本テレビ） - 玉木孝 役
- 家庭教師のトラコ（2022年7月20日 - 9月21日、日本テレビ） - 上原憲一 役[2]
- ウルトラマンブレーザー 第1話・第12話（2023年7月8日・9月30日、テレビ東京） - 小松原 役

### 映画
- 呪霊 劇場版～黒呪霊（2004年10月）
- にいがた国際映画祭「愛してよ」（2005年12月17日、マジックアワー・ステューディオスリー） - 主演・中山ケイジ 役
- 同じ月を見ている（2005年11月） - 鉄矢（少年時代） 役
- 終わらなかった世界のために（2018年11月） - 染谷忍 役
- 影踏み（2019年） - 刑事 役
- 賭ケグルイ（2019年5月）
- 劇場版 ほんとうにあった怖い話 2019（2019年11月）
- 時の行路（2020年3月） - 高嶋裕紀 役
- CHAIN/チェイン（2022年2月） - 斎藤一 役
- ウィーアーデッド（2022年7月18日・22日） - レイジ 役
- 消えない灯り（2023年10月）[3]

### Webドラマ
- 仮面ライダーアマゾンズ season2 #10 - #12（2017年 Amazonプライムビデオ） - 木村 役

### 舞台
- 被告人〜裁判記録〜（2013年8月27日 - 9月1日、ギャラリーLE DECO） - 山口二矢 役
- かもめ（2014年2月25日 - 3月2日、渋谷ギャラリー・ルデコ 4F） - トレープレフ 役（主演）
- みえない雲（2014年12月10日 - 16日:シアタートラム） - エルマー 役
- MORSE〜モールス〜（2015年11月13日 - 12月6日、東京グローブ座 / 12月9日 - 13日、シアターBRAVA） - ミッケ 役
- FAIRY TAIL（2016年7月1日 - 3日） - グレイ・フルバスター 役（上海公演）
- ビニール袋ソムリエ（2021年10月13日 - 10月17日、駅前劇場）

### その他
- 「心は憶えている〜inspired by ANGEL HEART〜」（COMIC ZENON）
- 「あともう一歩〜無限∞ループ受験生」 - 園田圭介 役